# 卡士禮街

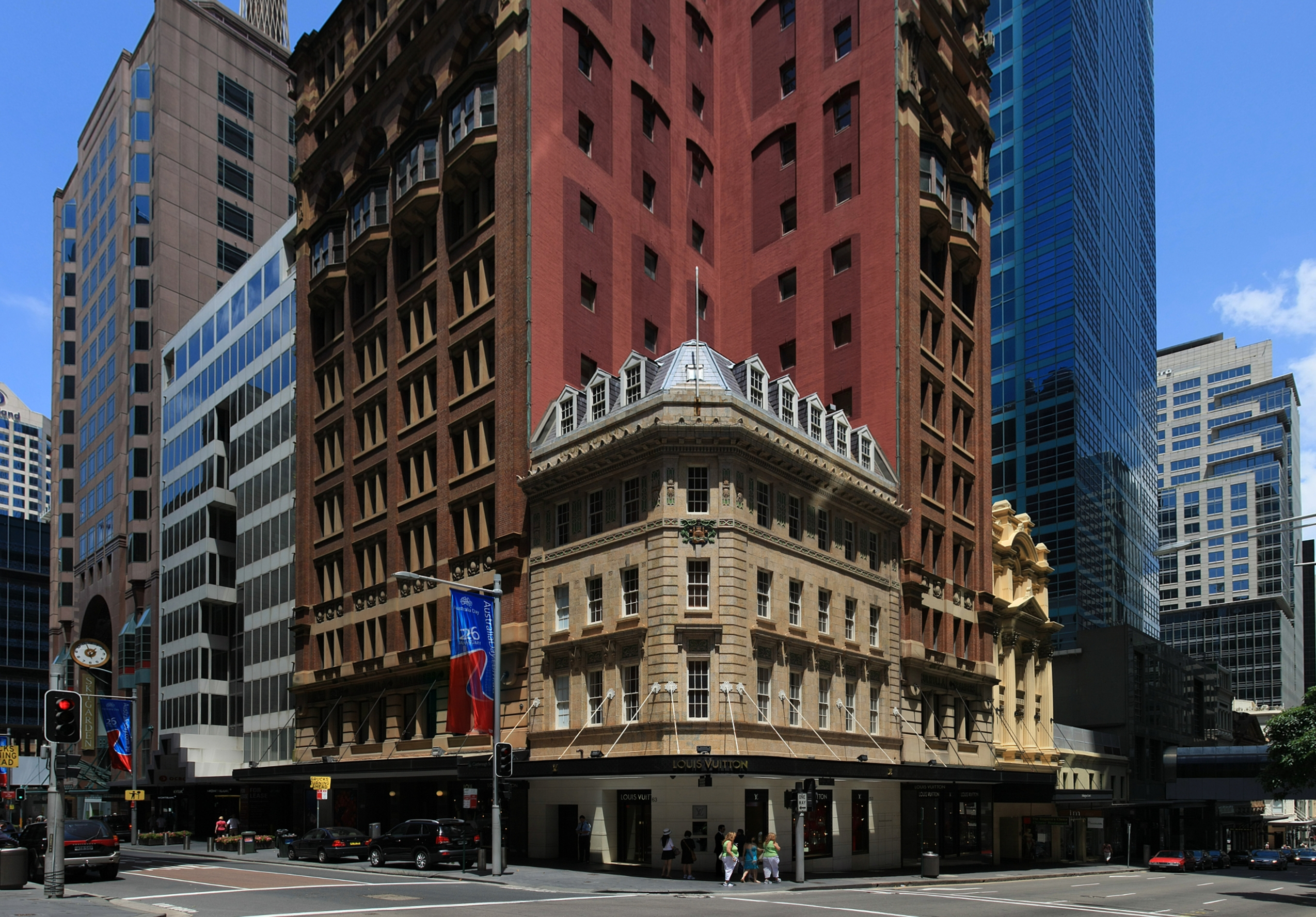
卡斯爾雷街與京街交界

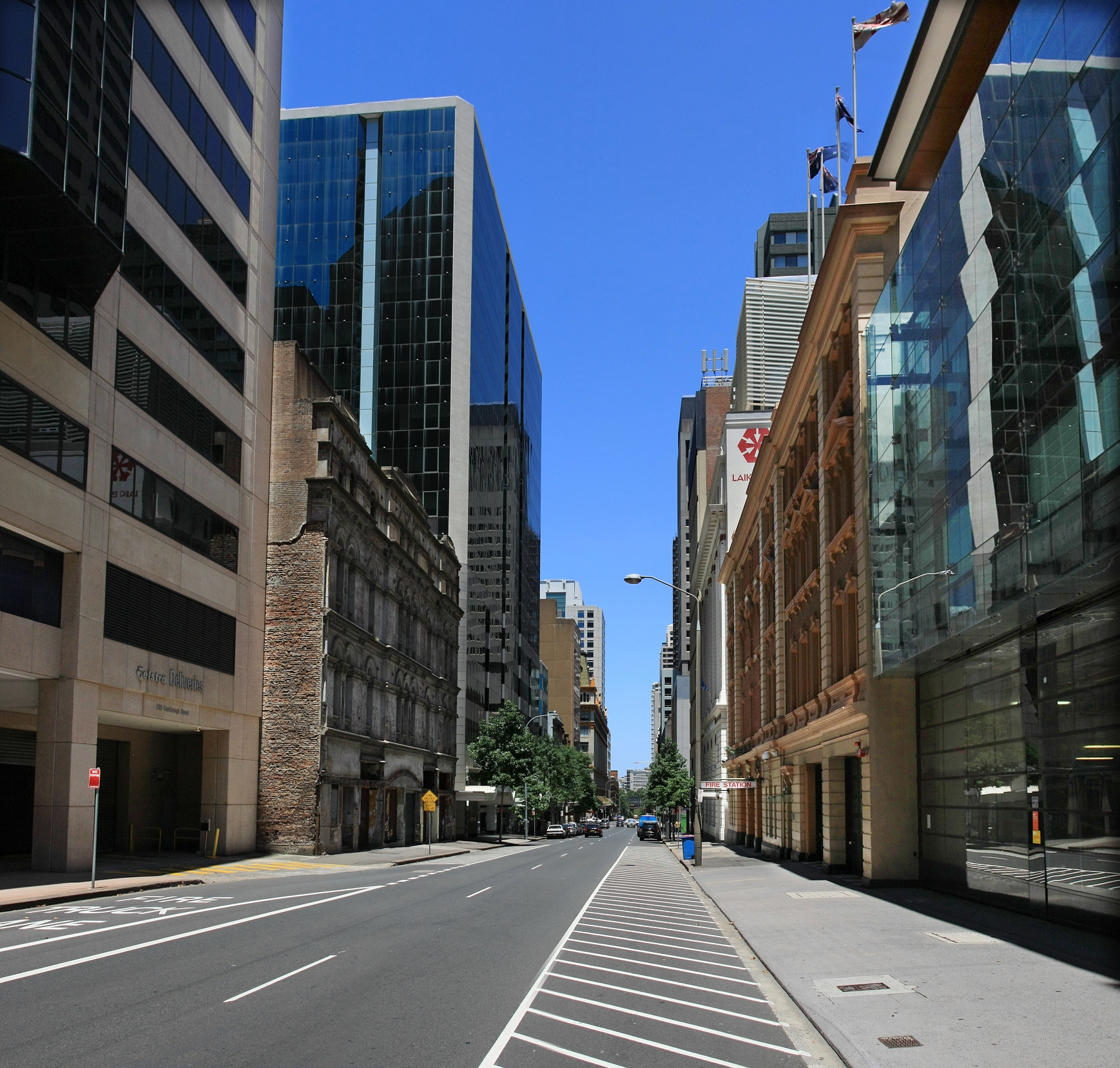
卡斯爾雷街街景

卡士禮街，又譯卡士孻街、卡士乃街、加士乃街，是澳洲悉尼商業中心區的一條街道，全長1.6（0.99英里），北端始於痕打街（Hunter Street），與必街（Pitt Street）及佐治街（George Street）平行，南端終於禧街（Hay Street）近卑摩公園（Belmore Park），為三至四線單程行車的道路。該處是名店的集中地，奢侈品牌如愛馬仕、香奈兒、迪奧、寶格麗等均設有精品商店。從前曾經有電車行駛，服務往返悉尼中央車站及環形碼頭的乘客，1950年代隨悉尼電車停運而拆卸。